# بير أمام (زاز الشرقي)
بیر أمام (بالفارسية: پیرامام) هي قرية تقع في إيران في قسم زاز الشرقي الریفي. يقدر عدد سكانها بـ 580 نسمة بحسب إحصاء 2016.